# Hierochloe juncifolia
Hierochloe juncifolia är en gräsart som först beskrevs av Eduard Hackel, och fick sitt nu gällande namn av Parodi. Hierochloe juncifolia ingår i släktet Hierochloe och familjen gräs. Inga underarter finns listade i Catalogue of Life.